# Feliz Año Neox
Feliz Año Neox es un programa de televisión que se emite cada 30 de diciembre en Neox. En el espacio se transmiten las precampanadas en directo desde la Puerta del Sol (Madrid), dando la "bienvenida" al nuevo año un día antes de manera humorística, con caras conocidas de Atresmedia.

## Historia
La primera emisión tuvo lugar el 30 de diciembre de 2011, con 904.000 espectadores y un 5,3% de cuota. El programa, no obstante, ha cosechado audiencias irregulares a lo largo de los años. Así pues, contando las trece emisiones del especial, Feliz Año Neox ha promediado una media de 2,5% con 356.000 espectadores.

## Presentadores
| Presentadores                     | RTVE | RTVE | RTVE | RTVE | RTVE | RTVE | RTVE | RTVE | RTVE | RTVE | RTVE | RTVE | RTVE |
| Presentadores                     | 2011 | 2012 | 2013 | 2015 | 2016 | 2017 | 2018 | 2019 | 2020 | 2021 | 2022 | 2023 | 2024 |
| --------------------------------- | ---- | ---- | ---- | ---- | ---- | ---- | ---- | ---- | ---- | ---- | ---- | ---- | ---- |
| Berta Collado                     |      |      |      |      |      |      |      |      |      |      |      |      |      |
| Fernando Ramos                    |      |      |      |      |      |      |      |      |      |      |      |      |      |
| Marisa Naranjo                    |      |      |      |      |      |      |      |      |      |      |      |      |      |
| Remedios Cervantes                |      |      |      |      |      |      |      |      |      |      |      |      |      |
| Cecilia Jiménez                   |      |      |      |      |      |      |      |      |      |      |      |      |      |
| Pablo Ibáñez «El Hombre de Negro» |      |      |      |      |      |      |      |      |      |      |      |      |      |
| Miki Nadal                        |      |      |      |      |      |      |      |      |      |      |      |      |      |
| Ana Morgade                       |      |      |      |      |      |      |      |      |      |      |      |      |      |
| Mario Vaquerizo                   |      |      |      |      |      |      |      |      |      |      |      |      |      |
| Mónica Pérez                      |      |      |      |      |      |      |      |      |      |      |      |      |      |
| David Fernández                   |      |      |      |      |      |      |      |      |      |      |      |      |      |
| Silvia Abril                      |      |      |      |      |      |      |      |      |      |      |      |      |      |
| Olga Hueso                        |      |      |      |      |      |      |      |      |      |      |      |      |      |
| Javier Quero                      |      |      |      |      |      |      |      |      |      |      |      |      |      |
| Víctor Gómez                      |      |      |      |      |      |      |      |      |      |      |      |      |      |
| Jordi Ríos                        |      |      |      |      |      |      |      |      |      |      |      |      |      |
| Edu Soto                          |      |      |      |      |      |      |      |      |      |      |      |      |      |
| Paca La Piraña                    |      |      |      |      |      |      |      |      |      |      |      |      |      |
| Marc Giró                         |      |      |      |      |      |      |      |      |      |      |      |      |      |
| Patricia Conde                    |      |      |      |      |      |      |      |      |      |      |      |      |      |
| Eva Soriano                       |      |      |      |      |      |      |      |      |      |      |      |      |      |
| Josie                             |      |      |      |      |      |      |      |      |      |      |      |      |      |
| Valeria Ros                       |      |      |      |      |      |      |      |      |      |      |      |      |      |
| Nacho García                      |      |      |      |      |      |      |      |      |      |      |      |      |      |
| Lola Lolita                       |      |      |      |      |      |      |      |      |      |      |      |      |      |

## Ediciones

### Feliz Año Neox: 2011-2012
El 30 de diciembre de 2011 se estrenó en Neox Feliz Año Neox, una iniciativa de Atresmedia y la productora 7 y Acción destinada al público juvenil en la que se emitían las precampanadas, que son el ensayo previo de las Campanadas de Fin de Año que se realiza el día anterior desde la Puerta de Sol de Madrid. La presentadora elegida fue Marisa Naranjo, conocida por presentar en 1989 las Campanadas en Televisión Española y dar erróneamente paso a 1990 haciendo que ningún español pudiera tomarse las uvas a tiempo al iniciar tarde la retransmisión y confundir los cuartos con las doce Campanadas. 
En esta segunda oportunidad, Marisa Naranjo estuvo acompañada por Fernando Ramos, Berta Collado, Anna Simon, Raúl Gómez, Joaquín Reyes y Ernesto Sevilla. A ellos se sumaron las apariciones estelares de Mario Vaquerizo, el mago Yunke, Florentino Fernández, Pablo Ibáñez, Pablo Motos y Melendi. Estos últimos interpretaron una canción conjunta, cuyos beneficios fueron destinados a la lucha contra la fibrosis quística. 
Por su parte, Marisa Naranjo protagonizó también, junto a Mario Vaquerizo, un vídeo en el que el marido de Alaska ayudaba a Marisa a elegir modelitos emulando la famosa película Pretty Woman. También, Florentino Fernández realizó algunos experimentos típicos del programa El hormiguero.

### Feliz Año Neox: 2012-2013
Tras los buenos datos registrados en 2011, Antena 3 decidió volver a emitir las precampanadas de 30 de diciembre de 2012 a través de Neox. Este año, Remedios Cervantes fue la elegida para presentar las precampanadas en Neox desde la Puerta del Sol, tal y como hizo Marisa Naranjo en 2011. La actriz y modelo estuvo de nuevo en la cadena justo un año después de su polémica participación en Atrapa un millón al tener un impulso que hizo perder al concursante 5.000 euros. También quisieron contar con Cecilia Giménez, la famosa y polémica restauradora del Ecce Homo de Borja (Zaragoza), que pintó una nueva obra que fue mostrada en exclusiva en el programa de Neox.
En esta ocasión, Anna Simon y Raúl Gómez, volvieron a presentar el programa humorístico y estuvieron rodeados de otros rostros conocidos de Atresmedia como Mario Vaquerizo y las Nancys Rubias, Jandro o Pablo Ibáñez. Berta Collado y Fernando Ramos fueron los encargados de estar en la Puerta del Sol.
Cabe destacar igualmente que, gracias a la participación de la audiencia con sus votos a través la página web, se decidió que el invitado de la noche, entre los que se encontraban también Alberto Chicote y Sandro Rey, fuera Mario, la víctima de Remedios Cervantes a quien hizo perder 5.000 euros en Atrapa un millón a causa de tener un polémico impulso. No obstante, los tres acudieron al programa finalmente.
Asimismo, también votaron que el baile para dar la bienvenida al 2013 fuera Gangnam Style, del surcoreano PSY. Los otros bailes candidatos eran Single Ladies (Put a Ring on It) de Beyoncé y Macarena de Los del Río. Además, los votos determinaron que la bebida con la que se brindara en Feliz Año Neox fuera el vino del Ecce Homo, ganando sobre las opciones de un curaçao o un sol y sombra. Por último, se decidió, que la decoración del árbol de Navidad fuera ropa interior roja, ganadora entre los embutidos y los turrones.

### Feliz Año Neox: 2013-2014
Tras el regular funcionamiento, en sus dos primeras ediciones en 2011 y 2012, el grupo Atresmedia decidió por tercer año consecutivo emitir las precampanadas el 30 de diciembre de 2013 en Neox. De este modo, anunciaron que los encargados de presentar las precampanadas, desde la Puerta del Sol serían Berta Collado y el Hombre de Negro, siendo Alaska y Mario Vaquerizo los presentadores del programa previo, en sustitución de Anna Simon y Raúl Gómez. Además, desvelaron que el famoso mentalista Uri Geller sería un importante invitado. Como los dos años anteriores, el programa volvió a estar producido por la productora 7 y Acción.
En el programa se parodió El camarote de los hermanos Marx, llenando el camerino de Alaska y Mario Vaquerizo de gente hasta que no cupiera nadie más. Feliz año Neox también hizo una parodia de Top Chef y de la Exalcaldesa de Madrid, Ana Botella. Además, el programa tuvo varios invitados, entre los cuales, asistieron: Abraham Mateo, que interpretó su sencillo Girlfriend; Los Chunguitos, que repasaron sus mejores actuaciones en Tu cara me suena y presentaron su disco El amor se escapa; Vaquero, que amenizó la gala con sus chistes, y la boyband española Why Five, que cerró la gala con la interpretación del sencillo Honey. 
Por su parte, a lo largo del transcurso del programa, el mentalista Uri Geller adivinó un dibujo realizado por Mario Vaquerizo, dobló cucharas y pensó en parar el reloj de la Puerta del Sol. Sin embargo, finalmente decidió no hacerlo porque sería prácticamente imposible restaurarlo para las Campanadas de Fin de Año del 31 de diciembre. 
Por último, Berta Collado y Pablo Ibáñez "El Hombre de Negro", fueron los encargados de presentar las precampanadas, ayudados por una chica anónima llamada Nathalie, que fue seleccionada del público al principio del programa. Esta chica recibió un regalo del Hombre de Negro, el cual prohibió que fuera abierto hasta el 30 de diciembre de 2014.

### Feliz Año Neox: 2015-2016
A principios del mes de noviembre de 2015, se confirmó que tras un año de ausencia el grupo Atresmedia volvería a apostar por las precampanadas del canal Neox con motivo de su décimo año en emisión, que se emitirán el 30 de diciembre de 2015. Asimismo, a finales de ese mismo mes se anunció que Miki Nadal y Ana Morgade serían los encargados de presentar las precampanadas desde la Puerta del Sol. También se confirmó la participación de Mario Vaquerizo en las precampanadas.
Además, por primera vez en directo en Feliz Año Neox, hubo una gran besada donde Miki Nadal tuvo que darle un beso a Mario Vaquerizo y los asistentes participaron con el hashtag #GranBesadaNeox en Twitter, donde se mostraban parejas dándose besos. Luego, en vez de comer las doce tradicionales uvas, estas fueron sustituidas por doce insectos.

### Feliz Año Neox: 2016-2017
A principios de noviembre de 2016, y a pesar de sus bajas audiencias del programa del 2015 que hubo rumores de su cancelación, Atresmedia anuncio a los espectadores que la cadena Neox volvería a apostar por quinto año consecutivo de las precampanadas desde la Puerta del Sol el 30 de diciembre, donde estuvieron presentadas por Silvia Abril, Mónica Pérez y David Fernández, donde se vivió un reencuentro del programa Homo Zapping del grupo, y que parodiaron a Cristina Pedroche, el estilista Josie, Alberto Chicote, Terelu Campos y Mercedes Milá, entre otros.

### Feliz Año Neox: 2017-2018
Tras el éxito en 2016 del equipo de Homo Zapping, A finales de 2017, se confirmó que los actores del programa Homo Zapping volverían a repetir por segundo año consecutivo el 30 de diciembre de 2017 en las precampanadas desde la Puerta del Sol de Madrid. Días más tarde, el 14 de diciembre, se confirmó la vuelta de José Corbacho y la participación de Edu Soto, además de los cameos de Jorge Fernández , Cristina Pardo y Ana Pastor en el programa anterior a las precampanadas llamado Homo Zapping: Neox. Las campanadas, corrieron a cargo de los personajes de María Teresa Campos, Alberto Chicote y Àngel Llàcer, interpretados por Olga Hueso, Javier Quero y Víctor Gómez, respectivamente, mientras que en la plaza de la Puerta del Sol estuvo Elías Torrecillas haciendo de Mario Vaquerizo.

### Feliz Año Neox: 2018-2019
A finales de noviembre,  se confirmó que el equipo de Homo Zapping volvería a dar por tercer año consecutivo las precampanadas del 30 de diciembre. Esta vez, el programa se desarrollaría en casa de Los Javis, la pareja formada por Javier Ambrossi (David Fernández) y Javier Calvo (Elías Torrecillas), profesores de Operación Triunfo entre otras cosas. Por allí desfilarían personajes populares de la televisión como Paulina de la Mora (Silvia Abril), Antonia Dell'Atte (Olga Hueso), Paquita Salas (Aitor Galisteo-Rocher), Tokio de La casa de papel (Paloma Jiménez), Matías Prats (Jordi Ríos) y uno de los personajes de El cuento de la criada (Mónica Pérez) a través de las imitaciones de los actores de Homo Zapping. Posteriormente, las campanadas corrieron a cargo de los personajes de Carmen Porter, Antonia Dell'Atte y Matías Prats, interpretados por Mónica Pérez, Olga Hueso y Jordi Ríos, respectivamente.

### Feliz Año Neox: 2019-2020
En diciembre de 2019 se anunció que Feliz Año Neox volvería con su octava entrega. Esta vez, el especial contaría con un espacio de monólogos llamado Los notas, el cual estaría capitaneado por Yolanda Ramos y contaría con la intervención de Edu Soto, David Fernández y Henar Álvarez. De este modo, el prime time del canal juvenil de Atresmedia estaría ocupado por un formato del género stand up producido por El Terrat, dando paso posteriormente a las precampanadas desde la Puerta del Sol, presentadas en esta ocasión por Edu Soto y David Fernández.

### Feliz Año Neox: 2020-2021
En diciembre de 2020 se anunció que Feliz Año Neox volvería con su noveva entrega, la cual recibiría el nombre de Feliz Año Neox: ¡Pum! A freír leches 2020. En esta ocasión, Atresmedia y El Terrat producirían un espacio humorístico de sketches en el que Paca La Piraña leería con sus cartas el futuro de Rosalía, Laura Pausini, Fernando Simón, El Rubius y La Veneno, interpretados por Silvia Abril, David Fernández y Daniela Santiago. Posteriormente, se emitirían las precampanadas desde la Puerta del Sol, presentadas por Paca La Piraña y Marc Giró.

### Feliz Año Neox: 2021-2022
Tras cumplirse en 2021 diez años de su adiós, Neox organizó un reencuentro presentado por integrantes del programa de laSexta, Sé lo que hicisteis.... Este especial se tituló Feliz Año Neox: Sé lo que hicisteis… los últimos diez años y sirvió para recordar con algunos de sus protagonistas (Patricia Conde, Pilar Rubio, Dani Mateo, Miki Nadal, Cristina Pedroche, Berta Collado, Alberto Casado y Rober Bodegas) y con Carmen Lomana como invitada, entre otros muchos contenidos, imágenes míticas, anécdotas, reportajes a pie de calle, momentos televisivos o personajes del universo de SLQH…, siempre con el humor, entretenimiento, espíritu y sello propio que caracterizaron al programa en sus siete temporadas. A continuación, tras este especial, en directo en la medianoche, desde la Puerta del Sol de Madrid, fue el turno para las precampanadas de la mano de Patricia Conde y Miki Nadal. Cabe destacar que, antes del reencuentro (entre las 21:00 y las 22:40), se emitió el especial Zapeando: Gourmet Edition, un recopilatorio de los mejores momentos del programa a lo largo de 2021 de la mano de Dani Mateo y Lorena Castell.

### Feliz Año Neox: 2022-2023
En diciembre de 2022 se anunció que Feliz Año Neox volvería con su undécima entrega. Las precampanadas desde la Puerta del Sol serían presentadas por Miki Nadal y Eva Soriano.

### Feliz Año Neox: 2023-2024
En diciembre de 2023 se anunció que Feliz Año Neox volvería con un especial de El club de la comedia presentado por Dani Mateo. Posteriormente, las precampanadas serían presentadas desde la Puerta del Sol por Josie y Valeria Ros.

### Feliz Año Neox: 2024-2025
De cara al especial de 2024, el formato recuperó El club del chiste para celebrar su decimoquinto aniversario, siendo este presentado por Carolina Iglesias y contando con Nacho García, Miguel Lago, María Gómez, Melanie Olivares y David Amor como colaboradores. Este especial cosechó una audiencia de 188 000 espectadores y un 1,7% de cuota de pantalla. Posteriormente, las precampanadas fueron presentadas desde la Puerta del Sol por el cómico Nacho García y la influencer Lola Lolita ante una audiencia de 158 000 espectadores (1,8%).

## Audiencias
| Edición             | N.º programa | Fecha                   | Cadena | Espectadores | Cuota |
| ------------------- | ------------ | ----------------------- | ------ | ------------ | ----- |
| Feliz Año Neox 2011 | 1            | 30 de diciembre de 2011 | Neox   | 904 000      | 5,3%  |
| Feliz Año Neox 2012 | 2            | 30 de diciembre de 2012 | Neox   | 414 000      | 2,4%  |
| Feliz Año Neox 2013 | 3            | 30 de diciembre de 2013 | Neox   | 294 000      | 1,5%  |
| Feliz Año Neox 2015 | 4            | 30 de diciembre de 2015 | Neox   | 191 000      | 1,2%  |
| Feliz Año Neox 2016 | 5            | 30 de diciembre de 2016 | Neox   | 623 000      | 3,9%  |
| Feliz Año Neox 2017 | 6            | 30 de diciembre de 2017 | Neox   | 444 000      | 3,0%  |
| Feliz Año Neox 2018 | 7            | 30 de diciembre de 2018 | Neox   | 339 000      | 2,3%  |
| Feliz Año Neox 2019 | 8            | 30 de diciembre de 2019 | Neox   | 239 000      | 1,8%  |
| Feliz Año Neox 2020 | 9            | 30 de diciembre de 2020 | Neox   | 207 000      | 1,6%  |
| Feliz Año Neox 2021 | 10           | 30 de diciembre de 2021 | Neox   | 470 000      | 3,5%  |
| Feliz Año Neox 2022 | 11           | 30 de diciembre de 2022 | Neox   | 121 000      | 1,2%  |
| Feliz Año Neox 2023 | 12           | 30 de diciembre de 2023 | Neox   | 230 000      | 2,4%  |
| Feliz Año Neox 2024 | 13           | 30 de diciembre de 2024 | Neox   | 158 000      | 1,8%  |